# Шайка воров с Уолл-Стрит
«Шайка воров с Уолл-стрит» — бестселлер лауреата Пулитцеровской премии Джеймса Стюарта. В книге описаны финансовые скандалы 1980-х, в которых использовались схемы инсайдерской торговли. Книга основана на реальных событиях, документах и торговой информации.

## Краткое содержание
В книге подробно рассказано о скандалах 1980-х, героями которых стали американские финансисты, в том числе инвестиционный банкир Мартин Сигел (англ. Martin Siegel), инвестиционный банкир Деннис Ливайн (англ. Dennis Levine), арбитражер Айван Боски, Майкл Милкен др. К 2008 году книга переиздавалась восемь раз.
Основываясь на интервью с финансистами, банкирами, юристами и преследовавшими их представителями закона, автор рассказывает историю о высокомерии и самодовольстве, царивших среди элиты Уолл-Стрит.
Из-за широкого распространения покупок контрольных пакетов акций с помощью кредитов и поглощения компаний в бурные 1980-е, информация о том, какие компании стали целью подобных действий, была особенно ценной. Слухи о грядущем поглощении могли спровоцировать стремительный взлет акций. Те же, кто знал об этом до официального объявления, могли неплохо заработать. В книге показано, что некоторые из самых известных людей в истории американских финансов, были вовлечены в схемы инсайдерской торговли, а их выявление и наказание всколыхнуло всю корпоративную Америку.

## Издания

### Первое американское издание
- Stewart, James. Den of Thieves (неопр.). — New York: Simon & Schuster, 1992. — ISBN 0-671-79227-X.

### Издания на русском языке
- Джеймс Стюарт. Шайка воров с Уолл-стрит = Den of Thieves. — М.: Альпина Паблишер, 2015. — 624 с. — ISBN 978-5-9614-5152-8.